# Salix taxifolia
Salix taxifolia är en videväxtart som beskrevs av Carl Sigismund Kunth. Salix taxifolia ingår i släktet viden, och familjen videväxter. Inga underarter finns listade i Catalogue of Life.